# Солнцевка (Белгородская область)
Солнцевка, до ВОВ Солнцево — село в Белгородском районе Белгородской области на притоке реки Липчик. Входит в состав Яснозоренского сельского поселения.

## География
Село расположено недалеко от районного центра — Майского. Через речку — левый приток реки Липец — граничит с селом Борисовка, что на территории Украины.
Часовой пояс
Село Солнцевка, как и вся Белгородская область, находится в часовой зоне МСК (московское время). Смещение применяемого времени относительно UTC составляет +3:00.

## История
- 1897 — левобережная часть села Солнцевка (Харьковской губернии) переименована в село Борисовка (Харьковский район). Правобережная часть продолжала называться "Солнцевка" (позднее Солнцево Белгородской области).
- В 1940 году, перед ВОВ, в Солнцево были 97 дворов, две ветряные мельницы и сельсовет.[1]

## Население
| 2002 | 2010 |
| ---- | ---- |
| 27   | ↗31  |